# Max Goberman
Max Goberman, né en 1911 à Philadelphie et mort le 31 décembre 1962, est un chef d'orchestre et directeur musical de musiques de ballet, de comédies musicales à Broadway, notamment celles composées par Leonard Bernstein (on the town) et (West Side Story).